# Бобилєв Володимир Володимирович
Володи́мир Володи́мирович Бобилєв (нар. 6 липня 1984, Гайсин) — український футболіст, що виступає на позиції півзахисника, і футзалістіст. Відомий за виступами за низку українських футбольних клубів вищої та першої ліг — «Волинь», «Карпати», «Газовик-Скала» та «Полісся», виступав також за футзальні клуби України та Білорусі.

## Кар'єра футболіста
Володимир Бобилєв народився у місті Гайсині Вінницької області, а футбольну кар'єру розпочав у Вінниці, де на той час проживали його батьки. Першою командою юного футболіста була вінницька команда «Темп», яка виступала у Дитячо-юнацькій футбольній лізі. Під час одного із турнірів на матч за участю Володимира прибули представники луцької «Волині», та запропонували спробувати сили у цьому професійному клубі. Спочатку футболіст грав за луцьку аматорську команду «Феміда-Інтер». а з початку 2001 року молодого гравця стали залучати до матчів першої команди «Волині». Проте Бобилєв зіграв лише 4 матчі за клуб у першій лізі — 3 матчі у сезоні 2000—2001 року та 1 матч у сезоні 2001—2002, а далі грав за фарм-клуби лучан у другій лізі — «Ковель-Волинь-2» та «Ікву». Далі молодий футболіст грав за житомирське «Полісся» у першій українській лізі. У Житомирі Бобилєв виступав лише півроку, а далі команда знялась із змагань, а Володимир Бобилєв отримав запрошення від іншого першолігового клубу — «Газовика-Скали» зі Стрия. У Стрию футболіст виступав півтора року, зіграв за цей час 42 матчі у першій лізі, та отримав запрошення від львівських «Карпат», що на той час грали також у першій лізі. Львівський клуб у тому сезоні зайняв друге місце та вийшов за результатами чемпіонату до вищої ліги. Бобилєв за півроку зіграв 12 матчів за львівський клуб у першій лізі (щоправда, переважно виходячи на заміни), а у сезоні 2006—2007 року дебютував у складі львів'ян у вищій лізі. Щоправда, у вищій лізі футболіст зіграв лише 2 матчі, і покинув клуб. Деякий час Бобилєв грав за аматорський клуб із Рівненщини ОДЕК, а з початку сезону 2008—2009 років отримав запрошення від першолігового клубу «Арсенал» з Білої Церкви. Але у цьому клубі Володимир Бобилєв відіграв лише півроку, і захворів на енцефаліт, що призвело до передчасного завершення його кар'єри у великому футболі.

## Кар'єра футзаліста та гравця аматорських футбольних клубів
Після видужання Володимир Бобилєв, який проживав на той час у Ковелі, отримав запрошення грати за новостворений місцевий футзальний клуб «Шанс-Авто». Новий клуб відразу заявив про себе на всеукраїнській арені, нова команда зуміла вийти до 1/8 фіналу Кубка України. а у дебютному сезоні у першій лізі зайняла 7 місце. Пізніше граючим тренером клубу став відомий футболіст і футзаліст Андрій Луців, що значно посилило гру команди. Володимир Бобилєв був одним із основних гравців на полі, та двічі поспіль ставав найкращим бомбардиром першої футзальної ліги. Бобилєв неодноразово запрошувався до клубів української екстраліги, найбільш конкретні пропозиції робив нападнику рівненський клуб «Кардинал-Рівне», проте у зв'язку із сімейними обставинами Бобилєву довелось відмовитись від пропозиції. Щоправда, пізніше Бобилєв прийняв запрошення вищолігового футзального клубу з Білорусі «Граніт», і нетривалий час виступав у цій країні. З 2013 року відбулось деяке переформатування ковельського футзалу — у першій лізі стала виступати команда «Аперкот», а «Шанс-Авто» заявлена на обласні футзальні змагання, а Володимир Бобилєв заявлений за обидві ці команди. Окрім цього, Володимир Бобилєв грає у аматорському футбольному клубі «Граніт» у першості Львівської області., грав також за аматорські футбольні клуби Волинської області «Надія» (Локачі), «Світязь» (Шацьк) і «Л-Транс» (Торчин).
Після трьох сезонів у складі «Граніту» (Мікашевичі) Бобилєв перейшов до іншого клубу вищої ліги Білорусі — «УВД-Динамо» з Гродно. З 2019 до 2020 року Бобилєв грав у складі львівського футзального клубу «Галицька здоба».

## Особисте життя
Батько Володимира Бобилєва, Володимир Васильович Бобилєв, є колишнім футболістом, який грав у 80-х роках ХХ століття за вінницьку «Ниву» у другій всесоюзній лізі. Володимир Бобилєв одружений, проживає із сім'єю у Ковелі, звідки родом його дружина, та має дочку. Із дружиною познайомився завдяки футболу — вона була вболівальницею місцевої футбольної команди, і молоді люди познайомились під час виступів Володимира за місцеву футбольну команду другої ліги.